# Saurida umeyoshii
Saurida umeyoshii is een straalvinnige vissensoort uit de familie van hagedisvissen (Synodontidae). De wetenschappelijke naam van de soort is voor het eerst geldig gepubliceerd in 2006 door Inoue & Nakabo.